# Rochester (Nova York)
Rochester és una ciutat ubicada al Comtat de Monroe a Nova York, Estats Units d'Amèrica, de 219.773 habitants segons el cens de l'any 2000 i amb una densitat de 2.368,3 per km². Rochester és la tercera ciutat més poblada de l'estat i la 99a ciutat més poblada del país. Es troba al sud del Llac Ontario, a uns 540 quilòmetres per carretera de Nova York, i a uns 360 de la capital de l'estat, Albany. L'actual alcalde és Robert Duffy.

## Vila del llibre
Rochester és una vila del llibre des de l'any 2009. De la mà de la "Rochester Area Booksellers Association" (RABA), és un grup format per botigues independents de llibres i manuscrits a Rochester i els seus voltants. El propòsit de RABA sempre ha estat preservar la comunitat de llibres local i proporcionar llibres de qualitat als lectors i col·leccionistes de la zona.

## Ciutats agermanades
- Rennes, França
- Würzburg, Alemanya
- Caltanissetta, Itàlia
- Rehobot, Israel
- Cracòvia, Polònia
- Bamako, Mali
- Waterford, República d'Irlanda
- Nóvgorod, Rússia
- Hamamatsu, Japó
- San Felipe de Puerto Plata, República Dominicana
- Xianyang, Xina
- Katmandú, Nepal

## Persones notables
- Lee-Hom Wang. Cantant, músic i productor musical.
- Hank D'Amico (1915-1965) clarinetista de jazz.
- Helen Mirra (1970), artista conceptual.
- John Ashbery (1927 - 2017) poeta